# Strobilurus tenacellus
Strobilurus tenacellus é um cogumelo paleártico do qual se extraem as estrobilurinas, compostos que serviram como base para a síntese de alguns fungicidas. Cresce sobre pinhas de Pinus sylvestris em fase de apodrecimento no solo, daí o nome strobilurus (cauda-de-pinha, do grego strobilus, pinha + ourus, cauda). Embora comestível, é considerado de pouco valor gastronómico.